# 小大黄
小大黄（学名：Rheum pumilum）为蓼科大黄属下的一个种。

## 扩展阅读
- 維基物種上的相關：小大黄